# 72. ceremonia wręczenia Oscarów
72. ceremonia rozdania Oscarów odbyła się 26 marca 2000 roku w Shrine Auditorium w Los Angeles.

## Prezenterzy
- Kostiumy: Drew Barrymore, Cameron Diaz, Lucy Liu
- „Młodzi aktorzy”: Haley Joel Osment
- Dźwięk: Mike Myers, Heather Graham
- Charakteryzacja: Tobey Maguire, Erykah Badu
- Aktorka drugoplanowa: James Coburn
- „Film o ostatnich 2 000 000 lat”: Morgan Freeman
- Krótkometrażowy film aktorski: Cate Blanchett, Jude Law
- Krótkometrażowy film animowany: Billy Crystal, Michael Clarke Duncan
- Piosenka: Cher
- Krótkometrażowy film animowany: Wes Bentley, Thora Birch, Mena Suvari
- Film dokumentalny: Uma Thurman, Ethan Hawke
- Aktor drugoplanowy: Judi Dench
- Oscar honorowy dla Andrzeja Wajdy: Jane Fonda
- Montaż efektów dźwiękowych: Chow Yun Fat
- Nagrody naukowe i techniczne: Salma Hayek
- Efekty wizualne: Arnold Schwarzenegger
- Wspomnienie oscarowych piosenek: Burt Bacharach
- Film obcojęzyczny: Antonio Banderas, Penélope Cruz
- Muzyka: Charlize Theron, Keanu Reeves
- Scenografia: Russell Crowe, Julianne Moore
- Montaż: Ashley Judd, Tommy Lee Jones
- Nagroda im. Irvinga G. Thalberga: Jack Nicholson
- Zdjęcia: Brad Pitt
- Scenariusz adaptowany: Kevin Spacey
- Scenariusz oryginalny: Mel Gibson
- Aktorka pierwszoplanowa: Roberto Benigni
- Aktor pierwszoplanowy: Gwyneth Paltrow
- Reżyseria: Steven Spielberg
- Film: Clint Eastwood (zapowiedzi nominowanych filmów: Winona Ryder, Anjelica Huston, Diane Keaton, Angela Bassett oraz Samuel L. Jackson)

## Ku pamięci
Krótki materiał filmowy o ludziach filmu, którzy odeszli w przeciągu ostatniego roku.
W roli prezentera wystąpił Edward Norton.
Wspominano następujących ludzi filmu: Sylvia Sidney, Jim Varney, kompozytor Ernest Gold, Ruth Roman, Henry Jones, reżyser Robert Bresson, Desmond Llewelyn, scenarzysta Mario Puzo, producent Allan Carr, Rory Calhoun, scenarzysta Frank Tarloff, Marc Davis, Hedy Lamarr, Victor Mature, scenarzysta Garson Kanin, reżyser Roger Vadim, Mabel King, Oliver Reed, Albert Whitlock, Ian Bannen, scenarzysta Abraham Polonsky, Dirk Bogarde, reżyser Edward Dmytryk, Lila Kedrova, Charles Rogers, Madeline Kahn oraz George C. Scott.

## Wykonawcy piosenek
Wszystkie piosenki zostały zapowiedziane przez Vanessę Williams i LL Cool J
- „When She Loved Me” – Sarah McLachlan, Randy Newman
- „Save Me” – Aimee Mann
- „You’ll Be in My Heart” – Phil Collins
- „Music of My Heart” – Gloria Estefan & N Sync
- „Blame Canada” – Robin Williams

## Laureaci

### Najlepszy film
- Bruce Cohen, Dan Jinks – American Beauty
- Richard N. Gladstein – Wbrew regułom
- David Valdes, Frank Darabont – Zielona mila
- Michael Mann, Pieter Jan Brugge – Informator
- Frank Marshall, Kathleen Kennedy, Barry Mendel – Szósty zmysł

### Najlepszy aktor
- Kevin Spacey – American Beauty
- Denzel Washington – Huragan
- Russell Crowe – Informator
- Richard Farnsworth – Prosta historia
- Sean Penn – Słodki drań

### Najlepszy aktor drugoplanowy
- Michael Caine – Wbrew regułom
- Michael Clarke Duncan – Zielona mila
- Tom Cruise – Magnolia
- Haley Joel Osment – Szósty zmysł
- Jude Law – Utalentowany pan Ripley

### Najlepsza aktorka
- Hilary Swank – Nie czas na łzy
- Annette Bening – American Beauty
- Julianne Moore – Koniec romansu
- Meryl Streep – Koncert na 50 serc
- Janet McTeer – Niesione wiatrem

### Najlepsza aktorka drugoplanowa
- Angelina Jolie – Przerwana lekcja muzyki
- Catherine Keener – Być jak John Malkovich
- Chloë Sevigny – Nie czas na łzy
- Toni Collette – Szósty zmysł
- Samantha Morton – Słodki drań

### Najlepsza scenografia i dekoracja wnętrz
- Rick Heinrichs i Peter Young – Jeździec bez głowy
- Luciana Arrighi, Ian Whittaker – Anna i król
- David Gropman Beth A. Rubino – Wbrew regułom
- Roy Walker, Bruno Cesari – Utalentowany pan Ripley
- Eve Stewart, John Bush – Topsy-Turvy

### Najlepsze zdjęcia
- Conrad L. Hall – American Beauty
- Roger Pratt – Koniec romansu
- Emmanuel Lubezki – Jeździec bez głowy
- Dante Spinotti – Informator
- Robert Richardson – Cedry pod śniegiem

### Najlepsze kostiumy
- Lindy Hemming – Topsy-Turvy
- Jenny Beavan – Anna i król
- Colleen Atwood – Jeździec bez głowy
- Ann Roth, Gary Jones – Utalentowany pan Ripley
- Milena Canonero – Tytus Andronikus

### Najlepsza reżyseria
- Sam Mendes – American Beauty
- Spike Jonze – Być jak John Malkovich
- Lasse Hallstrom – Wbrew regułom
- Michael Mann – Informator
- M. Night Shyamalan – Szósty zmysł

### Pełnometrażowy film dokumentalny
- Arthur Cohn i Kevin Macdonald – Jeden dzień we wrześniu

### Krótkometrażowy film dokumentalny
- Susan Hannah Hadary, William A. Whiteford
- King Gimp

### Najlepszy montaż
- Zach Staenberg – Matrix
- Tariq Anwar, Christopher Greenbury – American Beauty
- William Goldenberg, Paul Rubell, David Rosenbloom – Informator
- Lisa Zeno Churgin – Wbrew regułom
- Andrew Mondshein – Szósty zmysł

### Najlepszy film nieanglojęzyczny
- Hiszpania – Wszystko o mojej matce, reż. Pedro Almodóvar
- Francja – Wschód-Zachód, reż. Régis Wargnier
- Nepal – Himalaya - Dzieciństwo wodza, reż. Eric Valli
- Wielka Brytania – Solomon i Gaenor, reż. Paul Morrison
- Szwecja – Pod słońcem, reż. Colin Nutley

### Najlepsza charakteryzacja
- Christine Blundell i Trefor Proud – Topsy-Turvy
- Michèle Burke, Mike Smithson – Austin Powers: Szpieg, który nie umiera nigdy
- Greg Cannom – Człowiek przyszłości
- Rick Baker – Życie

### Najlepsza muzyka
- John Corigliano – Purpurowe skrzypce
- Thomas Newman – American Beauty
- John Williams – Prochy Angeli
- Rachel Portman – Wbrew regułom
- Gabriel Yared – Utalentowany pan Ripley

### Najlepsza piosenka
- „You’ll Be in My Heart” – Tarzan – Phil Collins
- „Save Me” – Magnolia – Aimee Mann
- „Music Of My Heart” – Koncert na 50 serc – Diane Warren
- „Blame Canada” – Miasteczko South Park – Trey Parker, Marc Shaiman
- „When She Loved Me” – Toy Story 2 – Randy Newman

### Najlepszy dźwięk
- John Reitz, Gregg Rudloff, David Campbell, David Lee – Matrix
- Robert J. Litt, Elliot Tyson, Michael Herbick, Willie D. Burton – Zielona mila
- Andy Nelson, Doug Hemphill, Lee Orloff – Informator
- Leslie Shatz, Chris Carpenter, Rick Kline, Chris Munro – Mumia
- Gary Rydstrom, Tom Johnson, Shawn Murphy, John Midgley – Gwiezdne wojny: część I – Mroczne widmo

### Najlepszy montaż dźwięku
- Dane A. Davis – Matrix
- Ren Klyce, Richard Hymns – Podziemny krąg
- Ben Burtt, Tom Bellfort – Gwiezdne wojny: część I – Mroczne widmo

### Najlepsze efekty specjalne
- John Gaeta, Janek Sirrs, Steve Courtley, Jon Thum – Matrix
- John Dykstra, Jerome Chen, Henry Anderson, Eric Allard – Stuart Malutki
- John Knoll, Dennis Muren, Scott Squires, Rob Coleman – Gwiezdne wojny: część I – Mroczne widmo

### Krótkometrażowy film animowany
- Alexander Petrov – Stary człowiek i morze

### Krótkometrażowy film aktorski
- Barbara Schock, Tamara Tiehel – My Mother Dreams the Satan’s Disciples In New York

### Najlepszy scenariusz oryginalny
- Alan Ball – American Beauty
- Charlie Kaufman – Być jak John Malkovich
- Paul Thomas Anderson – Magnolia
- Mike Leigh – Topsy-Turvy
- M. Night Shyamalan – Szósty zmysł

### Najlepszy scenariusz adaptowany
- John Irving – Wbrew regułom
- Alexander Payne, Jim Taylor – Wybory
- Frank Darabont – Zielona mila
- Eric Roth, Michael Mann – Informator
- Anthony Minghella – Utalentowany pan Ripley

### Oscar Honorowy
- Andrzej Wajda – za całokształt osiągnięć jako reżyser